# 미래에셋증권 (1999~2016년 기업)
미래에셋증권은 1999년 설립된 대한민국의 증권사이다. 본사는 서울특별시 중구 을지로5길 26 (수하동)에 위치한다. 2014년 9월 30일 기준으로, 임직원 수는 약 1,753명이다.

## 역사
- 1999년 미래에셋증권주식회사 설립
- 2000년 업계 최단기간 금융상품 판매잔고 1조원 돌파
- 2001년 업계최초 랩어카운트 상품판매 개시
- 2002년 우리사주신탁제도(ESOP) 최초 도입
- 2003년 투자일임업무 개시(일임형 Maps Wrap)
- 2005년 국내최초 미래에셋퇴직연금연구소 설립
- 2006년 유가증권시장 상장, 사업부제 도입 조직 변경
- 2008년 온라인자산관리센터 ‘펀드로닷컴’ 오픈
- 2009년 종합자산관리 서비스브랜드 '미래에셋 어카운트(Miraeasset Account)'론칭, WM(웰스매니지먼트)센터 오픈
- 2010년 퇴직연금 누적적립금 1조원 돌파, 업계 최초 아이폰 및 안드로이드 주식거래 서비스 실시, 자산관리 전문가의 찾아가는 서비스, '이동서비스카' 개시
- 2011년 해외주식랩어카운트 1천억 돌파, 패밀리 오피스 서비스 오픈
- 2012년 해외채권형 상품 판매잔고 1조원 돌파, 퇴직연금 누적적립금 2조원 돌파, 브라질국채 판매 1조원 돌파, 월지급식상품 판매 2조원 돌파
- 2013년 미국 제프리증권과 상호 업무협약 체결, 국군재정관리단과 MOU 체결, MTS "New M-Stock" 출시
- 2014년 개인연금자산 1조원 돌파, 퇴직연금 누적적립금 3조원 돌파

## 주요 사항
미래에셋금융그룹의 주요 계열사 중 하나로 자산관리, 투자매매업, 투자중개업, 투자자문업, 투자일임업, 신탁업 등을 진행하고 있다.
캐치프라이즈는 "글로벌 자산관리전문가 미래에셋증권"으로 "이머징마켓에 전문성을 가진 글로벌 투자그룹으로서 고객의 성공적 자산운용과 평안한 노후를 위해 기여하는 것"을 목표로 하고 있다.

## 같이 보기
- CMA
- 미래에셋금융그룹